# Pašina Voda
Pašina Voda är en ort i Montenegro. Den ligger i den centrala delen av landet, 70 km norr om huvudstaden Podgorica. Pašina Voda ligger 1 488 meter över havet och antalet invånare är 166.
Terrängen runt Pašina Voda är huvudsakligen kuperad, men åt nordost är den platt. Terrängen runt Pašina Voda sluttar österut. Runt Pašina Voda är det ganska glesbefolkat, med 48 invånare per kvadratkilometer. Närmaste större samhälle är Žabljak, 5,9 km norr om Pašina Voda. Trakten runt Pašina Voda består till största delen av jordbruksmark.